# Visual Topo
Visual Topo est un logiciel de topographie spéléologique. Visual Topo (communément appelé Vtopo) est un logiciel de topographie, créé par Eric David, spéléologue français. Ce logiciel est parmi les plus connus et utilisé par les spéléologues français. Il est l'un des premiers apparus sur le marché.
Ce logiciel est gratuit mais sans sources, il est disponible sous Windows. Le logiciel est traduit en anglais, espagnol, grec, italien, bulgare. La documentation technique est également disponible en plusieurs langues.
Le développement du projet a connu des périodes de suspension, notamment en 2012, du fait du nombre réduit de développeurs[réf. nécessaire]. 

## Principales caractéristiques
Les caractéristiques du logiciel sont décrites dans sa documentation
L'interface du logiciel permet de saisir les minutes topographiques (visées topographiques réalisées par le spéléologue) dans un tableau type Excel. Une fois toutes les mesures saisies, un module de calcul permet de générer les vues 2D de la cavité en plan et en coupe. Ces vues sont accessibles sur deux fenêtres différentes avec des possibilités de faire des zooms sur la cavité.
Un module de visualisation 3D permet de faire tourner la cavité dans l'espace. Un module de gestion de la surface (surface du sol autour de la grotte) est également présent. Il permet de visualiser la cavité 3D dans son contexte extérieur (la montagne qui intègre cette grotte).
Les plans et coupes de la cavité peuvent être imprimés à n'importe quelle échelle (gestion du multipage A4), pour ensuite servir de base au dessinateur qui reproduira les formes et les détails de la cavité. Seules les largeurs et hauteurs des galeries (au niveau du point topographique) sont gérées par le logiciel, ce qui impose une phase de dessin manuel pour un meilleur rendu des plans.
À noter que le logiciel gère les bouclages topographiques :
- il permet de répartir l'erreur sur l'ensemble du bouclage, réduisant ainsi l'erreur générale de la topographie ;
- il calcule automatiquement la précision topographique réalisée sur les différents bouclages.

## Historique des versions
- La version 1.0 est sortie en 1997
- La version 5.04 est sortie le 10 juin 2012
- La version 5.06 est sortie le 7 février 2018

Parmi les nouveautés, cette version 5.06 permet d’exporter des fichiers GPX et KML.